# محمدصفیه
محمدصفیه (گتوند)، روستایی از توابع بخش عقیلی شهرستان گتوند در استان خوزستان ایران است. این روستا بین بدیل و بنه کاظم (حاج سلطان ) واقع شده است 

## جمعیت
این روستا در دهستان عقیلی شمالی قرار دارد و براساس سرشماری مرکز آمار ایران در سال ۱۳۸۵، جمعیت آن ۷۸ نفر (۱۵خانوار) بوده‌است.